# Три мускетара (филм из 1993)
Три мускетара (енгл. The Three Musketeers) америчка је акциона пустоловна филмска комедија из 1993. године у режији Стивена Херека, по сценарију Дејвида Лаферија. Главне улоге тумаче Чарли Шин, Кифер Садерленд, Крис О'Донел, Оливер Плет, Тим Кари и Ребека Де Морни.
Атос, Портос и Арамис заједно са Д'Артањаном покушавају да спрече лукавог кардинала Ришељеа да изврши зао план и тако штитећи краља и своју земљу започињу велику пустоловину.

## Радња
Француска, 1625, млади Д'Артањан одлази у Париз да би остварио свој сан, да постане мускетар. Међутим, када стигне тамо, открива да је кардинал Ришеље, премијер краља Луја XIII, наредио његово распуштање, а остало је само неколико сећања на оно што је раније било краљева специјална гарда. Тужан и љут, на крају несвесно изазива најистакнутије мускетаре на дуел: Атоса, Портоса и Арамиса, који такође занемарују демобилизацију. Након ове серије изазова, мускетари схватају да ће имати дуел са истом особом, и то схватају као шалу, формирајући заједно групу која настоји да заштити монархију од махинација кардинала, који зауставља мускетаре, познато је да жуди за моћи.
Кардинал није хтео сам да предузима своје интриге, рачунајући на саучесништво капетана Рошфора, команданта кардиналове гарде и који нема поштовања према тројици мускетара, а још мање према Д'Артањану, чији га је отац оставио једнооког. Он је у дослуху са леди де Винтер, савезницом и везом кардинала са војводом од Бакингема, миљеником енглеског краља, са којим кардинал жели да склопи савез. Квартет мускетара прогоне плаћеници и ловци на главе које је Ришеље послао док је кретао за Кале, где ће се де Винтер укрцати у Енглеску уз тајни уговор кардинала са Бакингемом, што је јасан доказ издаје, она хвата Д'Артањана, али мускетари га спасавају, а брат лорда де Винтера, у знак освете за убиство свог брата од стране Милејди, предаје је властима, али је Атос препознаје, то је његова некадашња жена: Сабин, коју је предао властима које су је тражиле за тај злочин; непосредно пре погубљења, Сабин каже Атосу, који јој је до тада још увек исповедао љубав, да Ришеље намерава да убије краља на његов рођендан, а затим она скаче са литице.
Мускетари позивају своје пратиоце да испуне своју дужност, и, на појављивању краља на његов рођендан, Д'Артањан открива снајперисту и успева да на време одбије хитац, али кардиналова гарда одводи Луја XIII и краљицу Ану од Аустрије у заробљеништво; читава група мускетара, сада уједињених, суочава се са кардиналовим људима да спасу краља, Д'Артањан се бори са Рошфором који му открива да је он убица свог оца, Гаскоњац успева да освети свог оца убивши Рошфора након блиско дуела, и у том процесу, враћа очев мач, који је раније узео Рошфор; Три мускетара прогоне Ришељеа до катакомби, где он бежи у чамцу, у којем Арамис, који је неким чудом преживео хитац кардинала неповређен, спрема да га зароби, али га краљ зауставља, док га је овај погодио и бацио Ришељеа у воду.
Три мускетара и Д'Артањан излазе пред краља, а он, за награду, одлучује да испуни сан Гаскоњца, и именује га мускетаром, на радост остатка мускетара и даме у друштву краљице, која је већ била заинтересована за њега, по изласку из палате Лувр, испада да Д'Артањана чека још један дуел, али овога пута четворица подижу сабље уз мото: „сви за једног и један за све”, а цела гарда мускетара прогони дуелисте, који панично беже.

## Улоге
| Глумац            | Улога                    |
| ----------------- | ------------------------ |
| Чарли Шин         | Арамис                   |
| Кифер Сатерленд   | Атос                     |
| Крис О’Донел      | Д’Артањан                |
| Оливер Плет       | Портос                   |
| Тим Кари          | кардинал Ришеље          |
| Ребека де Морни   | миледи де Винтер         |
| Габријел Анвар    | краљица Ана од Хабзбурга |
| Мајкл Винкот      | капетан Рошфор           |
| Пол Мекган        | Жирар/Жисак              |
| Жили Делпи        | Констанс                 |
| Хју О’Конор       | краљ Луј XIII            |
| Кристофер Адамсон | Арман де Винтер          |
| Херберт Фукс      | гостионичар              |